# 17151 Zanderhill
17151 Zanderhill è un asteroide della fascia principale. Scoperto nel 1999, presenta un'orbita caratterizzata da un semiasse maggiore pari a 2,898771 UA e da un'eccentricità di 0,101323, inclinata di 2,650548° rispetto all'eclittica. Ha un diametro di 4,626 km.